# كلمنتاين (مشغل وسائط)
كلمنتاين (بالإنجليزية: Clementine)‏ هو مشغل صوتيات ومُنظِّم مكاتب الصوتيَّات، جاء الإصدار الأوَّل «0.1» كتفرعٍ مُعدَّل من برنامج أمروك الإصدار «1.4»، مع إضافة بعض المِيزات الأُخرى.

## تاريخ
يُصنف كلمنتاين كبرنامج متعدد المنصات، يُصرِّح مُطوروه بإنَّهُ «مصمم ليكون سريعًا وسهل الاستخدام»، وهو يدعم تشغيل مكتبات الموسيقى المحليَّة، ومحطات الراديو عبر الإنترنت، ويمكن استخدامه تبديل الصوتيَّات إلى ملفات إم بي 3 وأوغ (فربس، سبيكس) وفلاك [الإنجليزية] وترميز الصوت المتقدم، وأصبح يدعم البَّث الصوتيِّ (البودكاست) اعتبارًا من الإصدار 1.1.
اعتبارًا من الإصدار «1.0» تمَّت دمج ميزات سبوتيفاي وجروف شارك [الإنجليزية] مع البرنامج، بالإضافة إلى خاصيَّة البحث العالمي.

## انظُر أيضًا
- أمروك

## وصلات خارجيَّة
- الموقع الرسمي
- لقطات شاشة لإصدارات كلمنتاين على الموقع الرَّسمي